# بخش پیکاوی (شهرستان پیک وی، اوهایو)
بخش پیکاوی (به انگلیسی: Pickaway Township) یک منطقهٔ مسکونی در ایالات متحده آمریکا است که در شهرستان پیکوای، اوهایو واقع شده‌است.
 بخش پیکاوی ۱۲۶٫۹ کیلومتر مربع مساحت و ۱٬۸۵۱ نفر جمعیت دارد و ۲۳۳ متر بالاتر از سطح دریا واقع شده‌است.